# Drakopelta
Drakopelta (Dracopelta zbyszewskii) –  dinozaur z grupy ankylozaurów (Ankylosauria).Znaczenie nazwy – smocza zbroja. Żył w  późnej jurze. (ok. 154-150 mln lat temu) na terenach współczesnej Europy. Długość ciała ok. 2 m, wysokość ok. 80 cm, masa ok. 170 kg. Jego szczątki znaleziono w Portugalii. Materiał kopalny to klatka piersiowa z trzynastoma kręgami i pięcioma różnymi typami opancerzenia. Klasyfikacja jest niepewna, przez Galtona została umieszczona w Nodosauridae. W The Dinosauria (druga edycja z 2004 r.) Vickaryous, Maryańska i Weishampel uznali jednak ten rodzaj za niemożliwego do sklasyfikowania przedstawiciela Ankylosauria. Galton opisał rodzaj Dracopelta jako późnojurajskiego dinozaura z Ribamar. Nie jest do końca pewne, z której lokalizacji tak nazwanej pochodzą jej szczątki. W Ribamar w gminie Mafra, znajdują się tylko odkrywki datowane na wczesną kredę (walanżyn – apt ok. 140-112Ma). Jeśli skamieniałości zostały naprawdę znalezione w tym Ribamar, to drakopelta pochodzi z wczesnej kredy, a nie z jury. Druga lokalizacja nazwana Ribamar znajduje się niedaleko gminy Lourinhã i pochodzi z kimerydu. W kwestii datowania to miejsce zgadza się z oryginalnym opisem Galtona. Oddalone jest o 22 km od Ribamar niedaleko gminy Mafra. Autorzy pracy o dinozaurach z Portugalii (Antunes i Mateus) przyjęli właśnie tą lokalizację.